# Ramón Abeledo
Ramón Gregorio Abeledo (ur. 29 kwietnia 1937) – argentyński piłkarz, grający podczas kariery na pozycji napastnika.

## Kariera klubowa
Ramón Abeledo rozpoczął karierę w klubie Independiente Avellaneda w 1956. Z Independiente zdobył mistrzostwo Argentyny w 1960. Drugim i ostatnim klubem Abeledo było Boca Juniors, w którym występował w 1964. Z Boca Juniors zdobył mistrzostwo Argentyny w 1964. Ogółem w latach 1956-1964 rozegrał w lidze argentyńskiej 89 meczów, w których strzelił 30 bramek.

## Kariera reprezentacyjna
W reprezentacji Argentyny Abeledo zadebiutował w 1960. W 1962 został powołany na Mistrzostwa Świata. Na Mundialu w Chile Abeledo był rezerwowym i nie wystąpił w żadnym meczu. Ogółem w barwach albicelestes wystąpił w 7 meczach.